# Синантроп
 Тази статия е за фосилния вид човек.  За формата на коменсализъм вижте Синантропия.  
Синантроп (Sinanthropus pekinensis или „пекински човек“, в съвременната класификация — Homo erectus pekinensis) — форма (вид или подвид) на рода Homo, близка до питекантропа, но от по-късен период и по-развита. Открит е през 1927 г., в пещерите Джоукоудян край Пекин, откъдето произлиза и името, от д-р Дейвидсън Блек.
Живял е преди около 600 - 400 хил. години, по времето на ледников период. Обемът на мозъка му достига 850 — 1220 cm³. Ръст - 1,55 - 1,6 m. Освен растителна храна се е хранил и с месо. Възможно е да е умеел да пали и поддържа огън.
Възрастта на вкаменените останки от 40 индивида е 500 000 г. Синантропът е бил смятан за междинен тип между неандерталския човек и явайския.
Тези човешки останки са първите, намерени в Китай и палеонтолозите спасяват останките, като ги опаковат и ги поставят в каси. Тези каси и до днес не са намерени. Обявена е награда за този, който ги намери – 150 000 долара.